# Keppel Gate

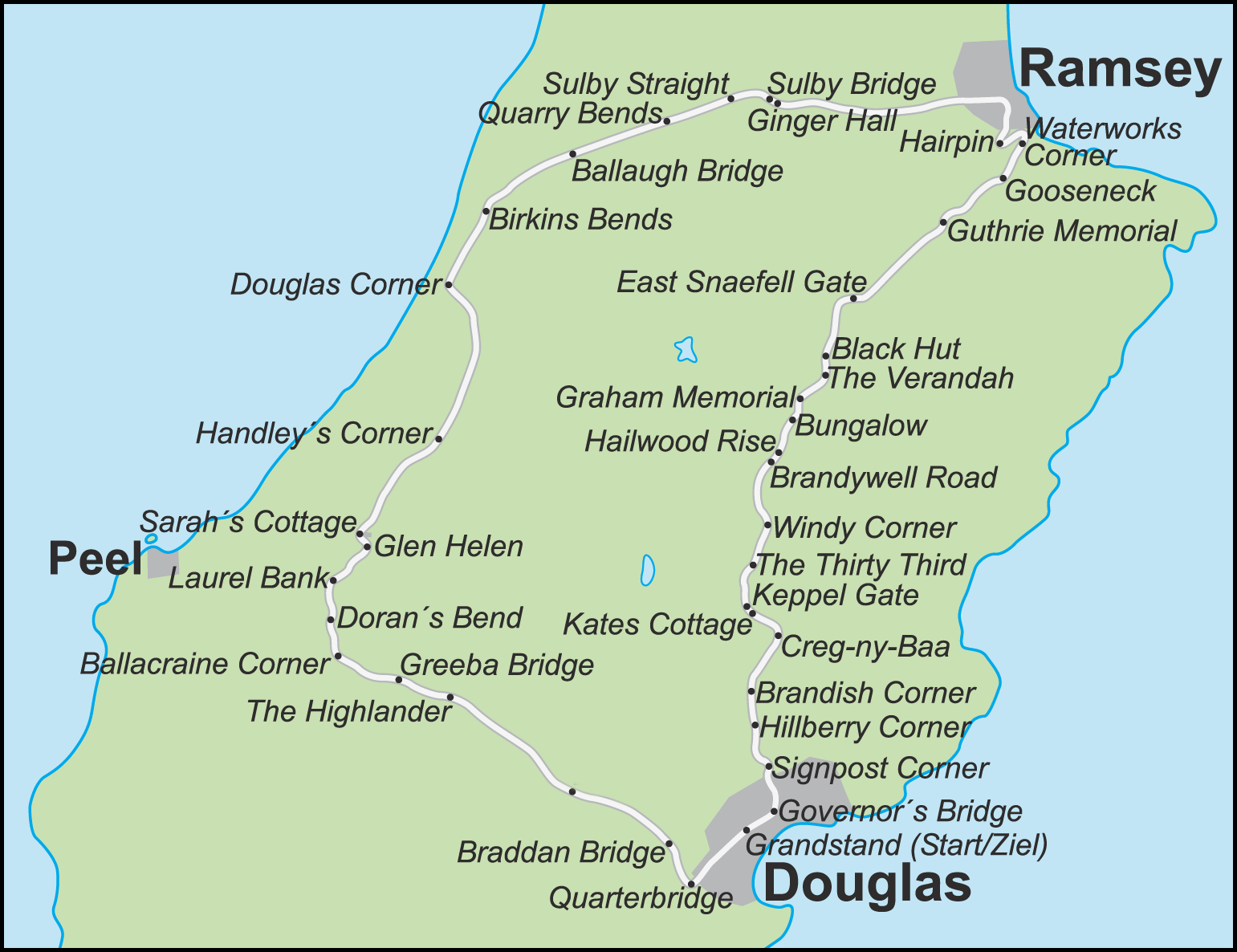
Keppel Gate ligt langs het oostelijk deel van het circuit halverwege tussen Ramsey en Douglas

Keppel Gate (vroeger: "Kippal's Gate" en "Clarke's Corner") is een voormalige schaapspoort langs de A18 Mountain Road van Ramsey naar Douglas op het eiland Man.

## Naamgeving

### Keppel Gate
Het woord "Keppel" of "Kippal" stamt waarschijnlijk van het Scandinavische woord "Kappafjall" (Berg van de Kampioen of Berg van de Held). De naam heeft waarschijnlijk betrekking op de nabijgelegen heuvels Slieau Meayll of Slieau Ree. Kanunnik Ernest Stenning dacht dat de naam "gate" helemaal niets met een poort te maken had, maar dat het een verbastering was van het Scandinavische kapl gata of kapalla gatta, dat "weg naar de top" of "paardenweg" betekende. Hij twijfelde zelf echter en ook hij kwam met de uitleg van Berg van de kampioen of Berg van de Held. Er was nu eenmaal een poort (gate) die aan de cottage "The Keppel" gebouwd was.

### Clarke's Corner
De naam Clarke's Corner werd een tijdje gebruikt nadat motorcoureur Ronald Clarke hier in 1920 tijdens de Lightweight TT viel. Op zichzelf was dat niet bijzonder, maar Clarke leverde die dag een opmerkelijke prestatie. Hij startte met een 211 cc Levis in de 350 cc Junior TT. De 250 cc Lightweight TT bestond nog niet, dus de lichte machines moesten in de 350 cc klasse meerijden. Clarke had bij Windy Corner al een lekke band gekregen, maar was bezig de race te winnen. Na zijn val bij Keppel Gate werd hij alsnog vierde in de race, en winnaar van de 250 cc klasse. De naam raakte waarschijnlijk in onbruik nadat de schaapspoort bij "the Keppel" in 1922 naar deze bocht werd verplaatst.

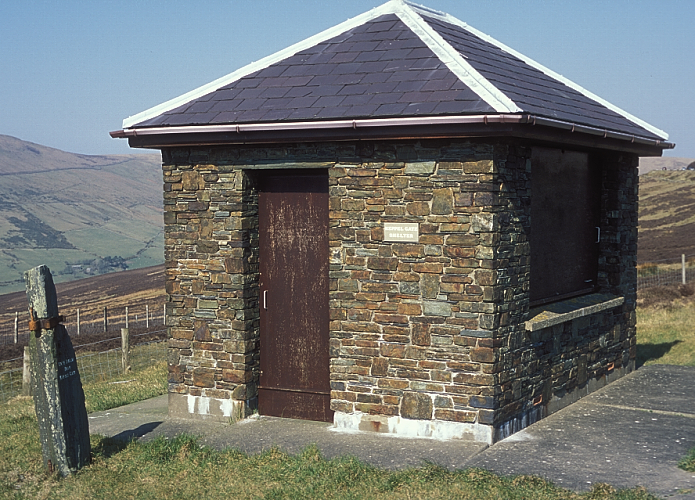
Race Marshal Shelter bij Keppel Gate. De paal op de voorgrond draagt het opschrift "Gate pillar from Keppel Gate"

## Locatie
De A18 werd halverwege de 19e eeuw aangelegd. Daarvoor moesten een aantal schaapspoorten worden gebouwd, zoals het "East Mountain Gate", het "Beinn-y-Phott Gate" en Keppel Gate. Foto's uit de jaren twintig en-dertig tonen schaapspoorten bij Kate's Cottage en Keppel Gate. Toen er een onderkomen ("shelter") voor de TT-marshals gebouwd moest worden, werd een paal van de originele poort in het ontwerp opgenomen.
Keppel Gate is in 1922 verplaatst. Foto's uit 1910 tonen de schaapspoort vast aan de cottage "The Keppel". Daar was een natuurlijke versmalling omdat het huis tegenover een hoog talud lag. In 1911 klaagde "Mr. MacLaren of Kepple Gate" bij de Isle of Man Highway Board dat passanten zijn poort open lieten staan. Dit was een enkele, metalen poort, die open bleef staan door er een steen voor te leggen. In 1922 werd de poort verplaatst naar zijn huidige locatie, maar toen werd het een dubbele poort met een staander in het midden van de weg. In 1934 was de omheining van de landerijen rond de A18 voltooid en konden de schaapspoorten worden verwijderd, tot genoegen van de weggebruikers en tot verdriet van de jeugd, die zich daar vaak verzamelde om wat geld te verdienen met het openen van de poort voor passerend verkeer.

## Isle of Man TT en Manx Grand Prix
De A18 maakt over zijn volledige lengte deel uit van de Snaefell Mountain Course, het circuit waarop de Isle of Man TT en de Manx Grand Prix worden verreden. Keppel Gate ligt tegenwoordig tussen de 33e en de 34e mijlpaal van het circuit nabij de civil parish Onchan. Keppel Gate maakte ook al deel uit van de Highroads Course en de Four Inch Course, waarop tussen 1904 en 1911 de Gordon Bennett Trial en de Tourist Trophy voor auto's werden verreden.

### Circuitverloop
Vanaf Thirty-Third krijgen de coureurs voor Keppel Gate eerst een snelle bocht naar rechts en een kort recht stukje dat ze kunnen gebruiken om te remmen voor de veel scherpere linker bocht bij de oorspronkelijke poort. In de jaren dertig was het nog een tweede versnellingsbocht en het wegdek was erg slecht. In 1923 moest men er kennelijk nog aan wennen dat de staander van de nieuwe, dubbele poort bij de races in de weg stond, want toen de trainingen begonnen werd hij door een aantal coureurs afgeleverd bij het kantoor van de Highway Board. De weg was vaak erg slecht bij Keppel Gate. Zelfs in de jaren vijftig klaagden coureurs over "vreselijke golvingen tussen Keppel Gate en Kate's Cottage". Later werden vooral de wegmarkeringen lastig voor de rijders. De Highway Board deed er veel aan om de wegen voor het normale verkeer veilig te maken. Vooral de A18 was berucht om de snel opkomende en zeer dichte mist en daarom werden in de loop der jaren vaak extra lijnen, soms in het midden, soms langs de kant, aangebracht als geleiding. Voor de coureurs was het vervelend omdat ze gewend waren dat die lijnen gladder waren dan het asfalt. Zelfs oud-coureur en highways engineer Steve Woodward kon Joey Dunlop niet overtuigen toen hij hem uitlegde dat de verf zelfs nog stroever was dan asfalt. Toen Joey tijdens de trainingen in 1995 bijna viel over een lijn bij Veranda haalde hij de Highway Board over om nog vóór de races strepen weg te frezen. Opmerkelijk genoeg zijn er nooit problemen geweest over de ondergrondse waterstromen bij Keppel Gate, die altijd voor enigszins vochtige plekken zorgen. Ze liggen kennelijk niet op een gevaarlijke plaats. Als de coureurs Keppel Gate verlaten valt de weg plotseling stijl naar beneden richting Kate's Cottage. Tegenwoordig maken de motorfietsen hier zelfs een kleine wheelie, ondanks de flauwe linker bocht hier.

### Helikopter
Net als de meeste delen van de Mountain Section was Keppel Gate in het verleden moeilijk te bereiken voor hulpverleners als er een ongeluk gebeurde. Tijdens de training voor de Junior TT van 1920 viel Bert Haddock bij Keppel Gate (toen nog vastgebouwd aan "the Keppel"). Marshals moesten eerst naar het Keppel Hotel om naar Douglas te bellen en een arts te waarschuwen. Die moest vervolgens tegen de aanstormende coureurs in zijn weg richting the Keppel zien te vinden. Hij onderzocht Haddock en vond het nodig dat er een ambulance kwam. Opnieuw vanuit het hotel werd er naar Nobles Hospital in Douglas gebeld, waarna de door paarden getrokken ambulance zich ("at breackneck speed") naar het ongeluk haastte. De dieren moesten niet alleen ongeveer 7 kilometer afleggen, maar moesten ook van zeeniveau naar 320 meter klimmen. In de jaren erna gebeurden dergelijke dingen vaker, maar toen er in 1963 reddingshelikopters kwamen konden ongevalsplaatsen veel sneller en makkelijker bereikt worden. Tegenwoordig zijn er tijdens trainingen en races twee reddingshelikopters beschikbaar, waarvan er één gestationeerd is bij Keppel Gate. De tweede staat bij Alpine Cottage. Als de helikopters door het weer niet kunnen vliegen wordt er niet gereden.

## Voorvallen bij Keppel Gate
- 1950: De Engelsman Thomas A. Westfield was de 30e rijder die omkwam op de Mountain Course. Hij viel op 30 mei bij Keppel Gate met zijn Triumph 500 tijdens de training van de Senior TT.
- 2009: Een deel van het talud aan de zuidkant bij Keppel Gate werd verwijderd om een uitloopstrook te maken na een crash van Cameron Donald in de trainingen. Cameron Donald kon niet in de wedstrijd starten vanwege een schouderluxatie. Tussen de races door kreeg de marshal John McBride een ongeluk op dezelfde plaats, waardoor hij een aantal verwondingen opliep.
- 2016: Op 10 juni overleed Andrew Soar aan de gevolgen van zijn val tijdens de Senior TT met een Suzuki GSX-R 1000 bij Keppel Gate.

(Markante punten in cursief zijn onofficiële punten of worden alleen gebruikt binnen Marshal Sectors)
1e mijl:
TT Grandstand ·
Nobles Park ·
St Ninian's Crossroads ·
Bray Hill ·
Ago's Leap ·
Quarterbridge Road ·
1st Milestone ·
2e mijl:
Wal Handley Memorial Seat ·
Quarterbridge ·
Port-y-Chee Meadow ·
Braddan Bridge ·
Jubilee Oak ·
Braddan Bridge House ·
Braddan Depot ·
Snugborough (Cronk Dhoo) ·
2nd Milestone ·
3e mijl:
Union Mills (Mullen Dhoo, Mwyllin Dhoo Aah, Mullin Doway) ·
Railway Inn ·
Ballahutchin Hill (Elm Bank Hill) ·
3rd Milestone ·
4e mijl:
Ballafreer ·
Glenlough ·
Ballagarey Corner ·
Glen Vine (Glen Darragh) ·
Ballabeg ·
4th Milestone ·
5e mijl:
Crosby ·
Crosby Left (Vicarage Corner) ·
Crosby Cross-Roads ·
5th Milestone ·
6e mijl:
Crosby Hill (Ballaglonney Hill of Halfway Hill) ·
Halfway House (The Waggon & Horses) ·
St Trinian's ·
The Highlander ·
Greeba Verandah ·
Pear Tree Cottage ·
Greeba Castle ·
6th Milestone ·
7e mijl:
Appledene (Shimmin's Corner) ·
Central Valley (Greeba Gap) ·
Greeba Bridge ·
The Hawthorn ·
Knock Breck ·
Gorse Lea ·
7th Milestone ·
8e mijl:
Ballagarraghyn ·
Ballacraine ·
Ballaspur ·
Ballig ·
8th Milestone ·
9e mijl:
Ballig Bridge ·
Doran's Bend ·
Laurel Bank ·
9th Milestone ·
10e mijl
Glen Moar Mill ·
Black Dub ·
Quarter-Distance Marker ·
The Vaish ·
Glen Helen (Glen Rhenass) ·
Sarah's Cottage ·
Creg Willey's Hill ·
10th Milestone ·
11e mijl:
Lambfell Beg ·
Lambfell (Moar) Cottage ·
Cronk-y-Voddy (Cronk-y-Voddy Straight) ·
Cronk-y-Voddy Cross Roads ·
Molyneux's ·
Cronk Bane Farm ·
11th Milestone ·
12e mijl:
Drinkwater's Bend ·
Handley's Corner (Cronk-y-Fedjag, Ballamenagh) ·
12th Milestone ·
13e mijl:
McGuinness's (Shoughlaigue Bridge) ·
Ballaskyr ·
Barregarrow Cross Roads (Cronk Aashen) ·
Barregarrow ·
Little Bray ·
Barregarrow Bottom ·
Cammal Farm ·
Cronk Urleigh ·
13th Milestone ·
14e mijl:
Ballalonna Bridge ·
Westwood Corner ·
Ballakinnag ·
14th Milestone ·
15e mijl:
Douglas Road Corner ·
Glen Wyllin Corner ·
The Mitre ·
Dave Saville Memorial Seat ·
Kirk Michael ·
The White House ·
15th Milestone ·
16e mijl:
Birkin's Bend ·
Rhencullen ·
Bishopscourt ·
Bishopscourt Farm Bends ·
Bishopscourt Straight ·
Orrisdale North ·
16th Milestone ·
17e mijl:
Dub Cottage (Bishop's Dub) ·
Alpine Cottage ·
Balla Cobb ·
17th Milestone ·
18e mijl:
Ballaugh Bridge ·
Ballaugh ·
Gwen's ·
Ballacrye Corner ·
Ballacrye ·
18th Milestone ·
19e mijl:
Quarry Bends ·
Ballavolley ·
Wildlife Park ·
Sulby Straight ·
Half-distance Marker ·
19th Milestone ·
20e mijl:
Sulby ·
Sulby Glen Hotel ·
Sulby Crossroads ·
Sulby Bridge ·
20th Milestone ·
21e mijl:
Ginger Hall ·
Kerrowmoar ·
21st Milestone ·
22e mijl:
Glen Duff ·
Glentramman ·
Temple Corner (Water Through Corner) ·
Glentramman Loop Road ·
Churchtown ·
Caravan ·
22nd Milestone ·
23e mijl:
Lezayre War Memorial ·
Ballakillingan ·
Conker Fields ·
K-tree ·
Sky Hill ·
Milntown Cottage (Pinfold Cottage) ·
Milntown Bridge (Glen Auldyn Bridge) ·
Milntown ·
Gardener's Lane ·
23rd Milestone ·
24e mijl:
Lezayre Road ·
School House Corner (Crossags, Russel's Corner) ·
Parliament Square ·
Queen's Pier Road ·
Ramsey Depot ·
Cruickshanks Corner ·
May Hill ·
24th Milestone ·
25e mijl:
Whitegates ·
Stella Maris ·
Ramsey Hairpin ·
Little Gooseneck ·
Water Works Corner ·
Ballure Reservoir ·
Mountain Section ·
Tower Bends ·
25th Milestone ·
26e mijl:
Gooseneck ·
Joey's (26th Milestone) ·
27e mijl:
Guthrie's Memorial ·
The Cutting ·
27th Milestone ·
28e mijl:
Milligan's Bridge ·
Mountain Mile ·
28th Milestone ·
29e mijl:
Three-Quarter distance marker ·
Mountain Box (East Mountain Gate, East Snaefell Gate) ·
29th Milestone ·
30e mijl:
Casey's (Rice's Corner, George's Folly) ·
Black Hut (Stonebreakers Hut, Shepherd's Hut) ·
John Smyth Memorial Shelter ·
Verandah ·
30th Milestone ·
31e mijl:
Bungalow Bridge ·
Stonebridge ·
Les Graham Memorial ·
Bungalow Bends ·
McIntyre Box ·
Murray's Museum ·
Joey Dunlop Memorial ·
The Bungalow ·
31st Milestone ·
32e mijl:
Hailwood's Rise ·
Hailwood's Height ·
Brandywell (West Mountain Gate, Beinn-y-Phott Gate, Bungalow Gate) ·
Duke's (32nd Milestone) ·
33e mijl:
Windy Corner (Nobles Corner) ·
Nobles Park Road ·
Slieu Lhost Quarry ·
Thirty-Third (33rd Milestone) ·
34e mijl:
Keppel Gate (Clarke's Corner) ·
Kate's Cottage (Shepherd's House) ·
34th Milestone ·
35e mijl:
Creg-ny-Baa (the Keppel Hotel) ·
Gob-ny-Geay (Sunny Orchard) ·
35th Milestone ·
36e mijl:
Brandish Corner (Telegraph Hill, O'Donnell's en Upper Hillberry Corner) ·
Hillberry Corner ·
36th Milestone ·
37e mijl:
Glen Dhoo Farm ·
Hillberry Road ·
Cronk-ny-Mona ·
Johnny Watterson's Lane ·
Signpost Corner ·
Bedstead Corner ·
The Nook ·
37th Milestone ·
38e mijl:
Bemahague ·
Governor's Bridge ·
Governor's Dip ·
Glencrutchery Road ·
38th Milestone